# Roland Sound Canvas
De Roland Sound Canvas- en Edirol Sound Canvas-productlijnen bestaan uit synthesizermodules van Roland Corporation. Alle Sound Canvas-producten zijn Roland General Midi-compatibel. Sommige Sound Canvas-producten zijn Roland General Standard-compatibel. De Sound Canvas-producten zijn met name bedoeld voor gebruik in combinatie met personal computers als externe module of als geluidskaart.

## Pc-producten: fysieke kaarten

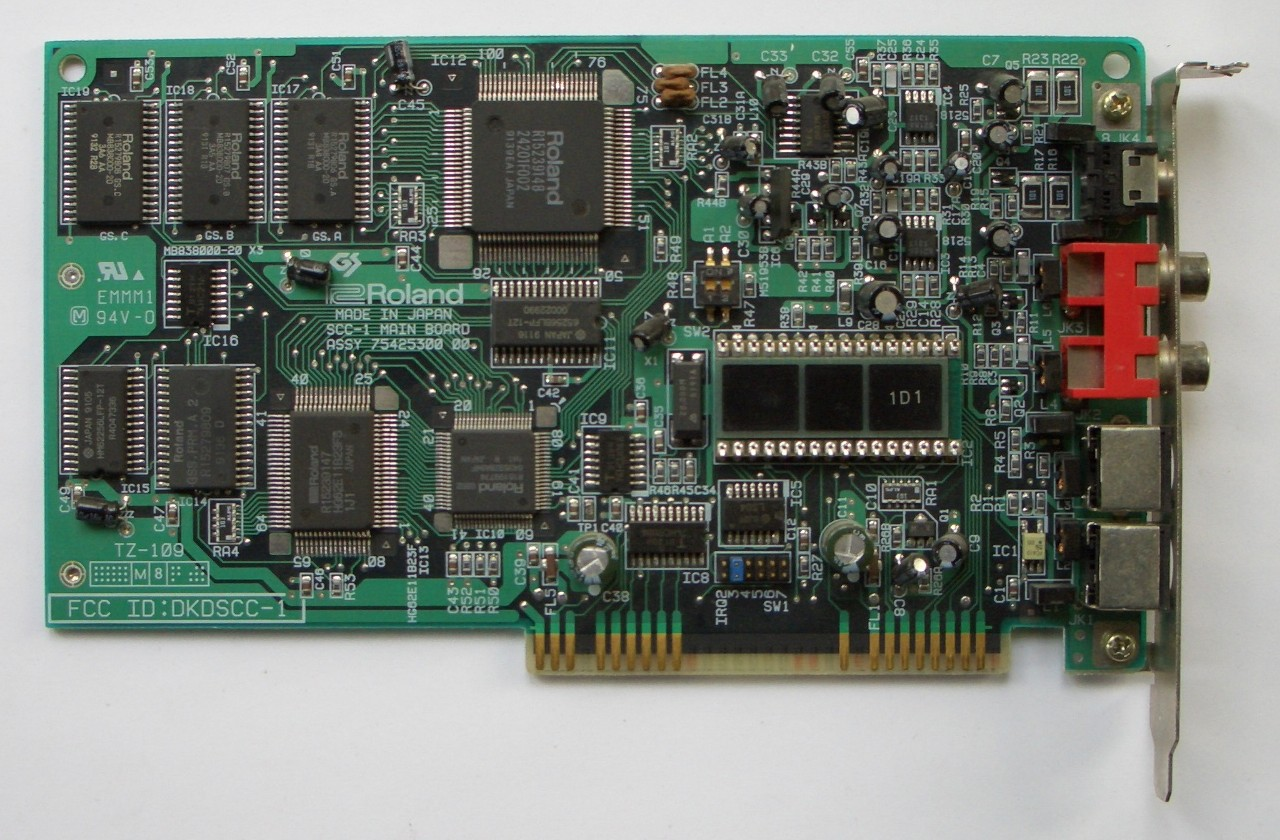
Roland SCC-1

- 1988: Roland LAPC-I (Roland LAPC-N)
- 1991: Roland SCC-1 (Roland SCC-1A / Roland SCC-1B)
- 1993: Roland RAP-10
- 1995: Roland SCD-10 (Roland SCB-7, Roland SCM-10)
- 1995: Roland SCD-15 (Roland SCB-55, Roland SCM-15)
- 1995: Roland SCP-55

## Pc-producten: virtuele synthese
- 1996: Roland VSC-55
- 2000: Roland VSC-88H3
- 2001: Roland VSC-MP1

## Externe modules

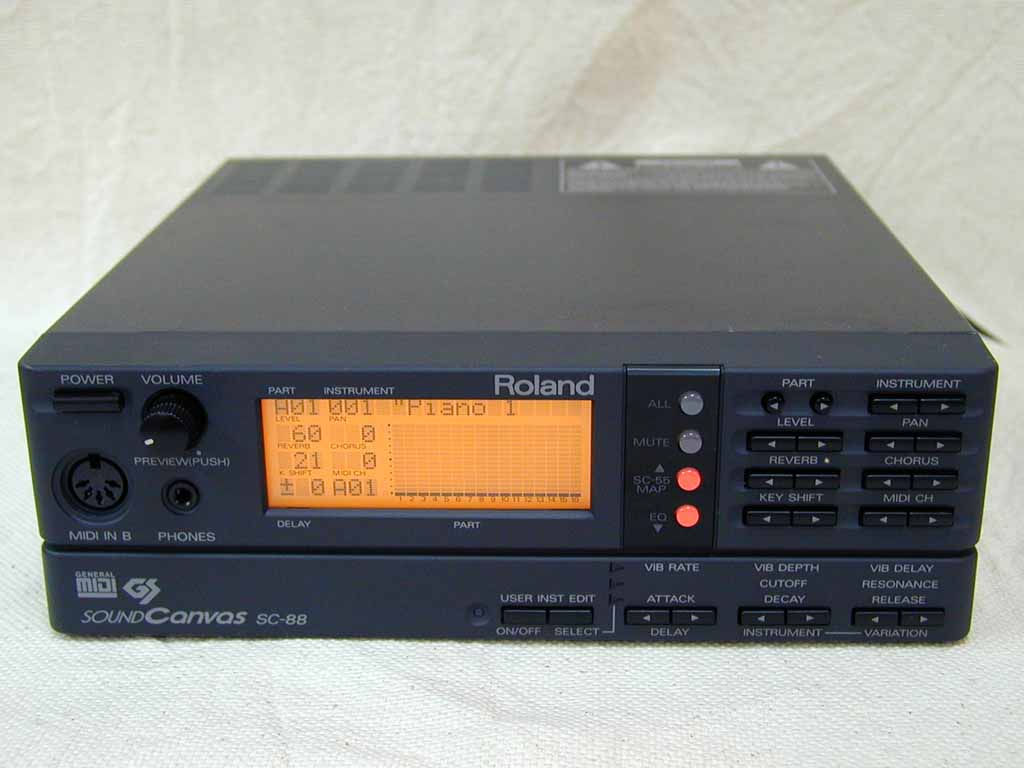
Roland SC-88

- 1991: Roland SC-55
- 1992: Roland SC-155
- 1992: Roland SC-7
- 1993: Roland SC-55mkII
- 1992: Roland SC-33
- 1993: Roland SC-55ST
- 1993: Roland P-55
- 1993: Roland SD-35
- 1994: Roland SC-50
- 1994: Roland SC-88
- 1995: Roland M-GS64
- 1995: Roland SC-88VL
- 1996: Roland SC-88ST
- 1996: Roland SC-88PRO
- 1997: Roland SC-88ST PRO
- 1997: Roland SC-880
- 1999: Roland ED SC-8820
- 1999: Roland ED SC-8850
- 2001: Roland SC-D70